# Jan Hoekstra (burgemeester)

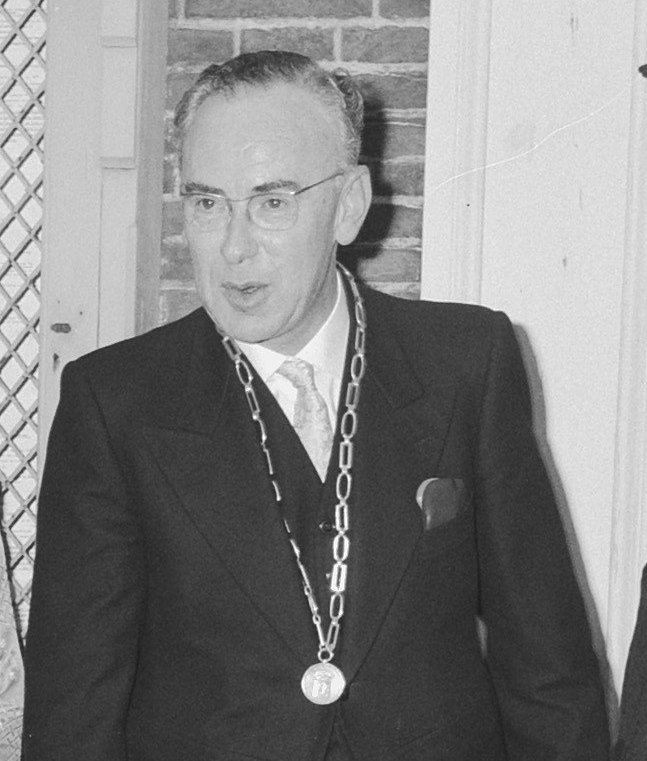
Burgemeester J. Hoekstra (1963)

Jan Hoekstra (Burum, 24 juni 1910 – Nijkerk, 17 juni 1982) was een Nederlands politicus van de CHU.
Hij werd geboren als zoon van de predikant Jan Hoekstra (1874-1963) en Durkje Boersma (1880-1952). Zijn oudere broer Sijbe Hoekstra werd dominee maar werd aan het einde van de Tweede Wereldoorlog door de SD gefusilleerd. Hij heeft in Leeuwarden de hbs gedaan en ging in 1928 als volontair werken bij de gemeentesecretarie van Westdongeradeel. In 1931 trad hij als 3e ambtenaar in dienst bij de gemeente Barradeel waar hij het zou brengen tot commies-redacteur. Daarnaast was hij van 1946 tot 1950 lid van de Provinciale Staten van Friesland. In april 1950 werd Hoekstra benoemd tot burgemeester van  Nieuwleusen en in maart 1957 volgde zijn benoeming tot burgemeester van Nijkerk. In juli 1975 ging hij met pensioen en midden 1982 overleed hij op 71-jarige leeftijd. Zowel in Nieuwleusen als Nijkerk is er een naar hem vernoemde 'Burgemeester Hoekstrastraat'.